# Nationaal park Purnululu
Het Nationaal park Purnululu (Engels: Purnululu National Park) is een nationaal park sinds 1987 en gelegen in West-Australië. Het plateau waar dit park van 239.723 ha zich bevindt ligt zo'n 200 meter hoger dan de omgeving. Door erosie zijn er ravijnen en valleien ontstaan.
Het bekendste deel van het park is de Bungle Bungle Range, een groep van 300 meter hoge rotsen van zandsteen in de vorm van bijenkorven en oranje-zwart gestreept.
In 2003 werd het park op de Werelderfgoedlijst geplaatst.

## Geschiedenis
Driehonderdzestig miljoen jaar geleden ontstonden zandsteenafzettingen. De kegelvormige karstformaties zijn zich twintig miljoen jaar geleden door erosie in de afzettingen beginnen vormen. De donkere kleur van de zandsteen wordt veroorzaakt door de Cyanobacteria. Bij afwezigheid hiervan kleurt de zandsteen oranje.
De eerste mensen arriveerden vermoedelijk zo'n zestig- tot vijfenveertigduizend jaar geleden op het Australische continent, met bootjes vanop de eilanden die sinds 1949 deel van Indonesië uitmaken. De Kimberley was een van de eerste gebieden waar ze zich vestigden. De voorouders van de Aborigines van de Djaru en Kija-taalgroepen bewoonden het stroomgebied van de rivier de Ord reeds meer dan twintigduizend jaar. De Kija noemden de zandsteenformaties Purnululu.
In 1879 verkende Alexander Forrest de Kimberley. Na zijn verkenning vestigden de eerste pastoralisten zich in de streek en namen de gebieden waar de Aborigines leefden in voor hun vee. In 1967 werd een groot deel van het stroomgebied van de rivi]]er de Ord ondergebracht in een natuurreservaat om de vegetatie te laten herstellen van de schade aangericht door de pastorale activiteiten.
In 1982 draaide Guy Baskin de documentaire Wonders of WA waarbij de filmploeg de Bungle Bungle Ranges vanuit de lucht filmde. Voorheen wisten enkel de pastoralisten en Aborigines van het unieke gebergte af. Pas vanaf 1983 raakte de Bungle Bungle Ranges stilaan bij het grote publiek bekend. Het gebergte werd toen naar een nabijgelegen station vernoemd. Het station zou naar het in de streek groeiende 'bundle bundle grass' zijn vernoemd.
De overheid erkende het belang van het gebergte en de omgeving voor de Aborigines en voor de wetenschap, en bracht het in 1987 in een nationaal park onder. Sinds 1995 rust er een native title-eis op het gebied. De eis werd erkend maar nog niet ingewilligd. Sinds 2003 is het nationaal park Purnululu werelderfgoed.

## Geografie
Het nationaal park Purnululu ligt in het noordwesten van het Australische continent, in het oostelijke deel van de West-Australische regio Kimberley. Het ligt 450 kilometer ten zuidzuidwesten van Darwin in vogelvlucht, 300 kilometer ten zuiden van Kununurra over de weg en 150 kilometer ten noorden van Halls Creek over de weg. In het zuiden en oosten wordt het park door de rivier de Ord begrensd.
Het bezoekerscentrum en kantoor van de parkwachters ligt een vijftigtal kilometer ten oosten van de Great Northern Highway en is bereikbaar met vierwielaandrijving via de onverharde 'Spring Creek Track'.
De Bungle Bungle Range beslaat 450 km² en het hele nationale park bijna 2.500 km². In het noordwesten grenst het park nog aan een natuurreservaat van bijna 800 km² groot.

## Bezoek
Door de enorme afstanden verkiezen veel toeristen het nationaal park vanuit een vliegtuig te bekijken. Vanuit Kununurra en Halls Creek worden vluchten georganiseerd. Toeristen die met een 4X4 het park bezoeken en de Bungle Bungle Range toch ook vanuit de lucht willen bekijken kunnen een helikoptervlucht boeken die vanop de in het nationaal park gelegen startbaan Belburn (ICAO: YBEB) vertrekt.
Er zijn door de 'Parks and Wildlife Service' twee kampeerterreinen in het park voorzien:
- Walardi, nabij 'The Domes', 'Cathedral Gorge' en 'Piccaninny Creek', met een zone waar generatoren mogen gebruikt worden;
- Kurrajong, nabij 'Echidna Chasm' en 'Mini Palms Gorge', met een verbod op generatoren.

Er is ook een commerciële 'Wilderniss Lodge' waar men kan overnachten.
De parktoegang en kampeerterreinen zijn tijdens het regenseizoen van november tot maart gesloten. Afhankelijk van de weersomstandigheden wordt er wel gevlogen. Tijdens het droge seizoen kan men kampeerplaatsen van de 'Parks and Wildlife Service' best een half jaar op voorhand boeken. In het park geldt het Leave No Trace-principe.

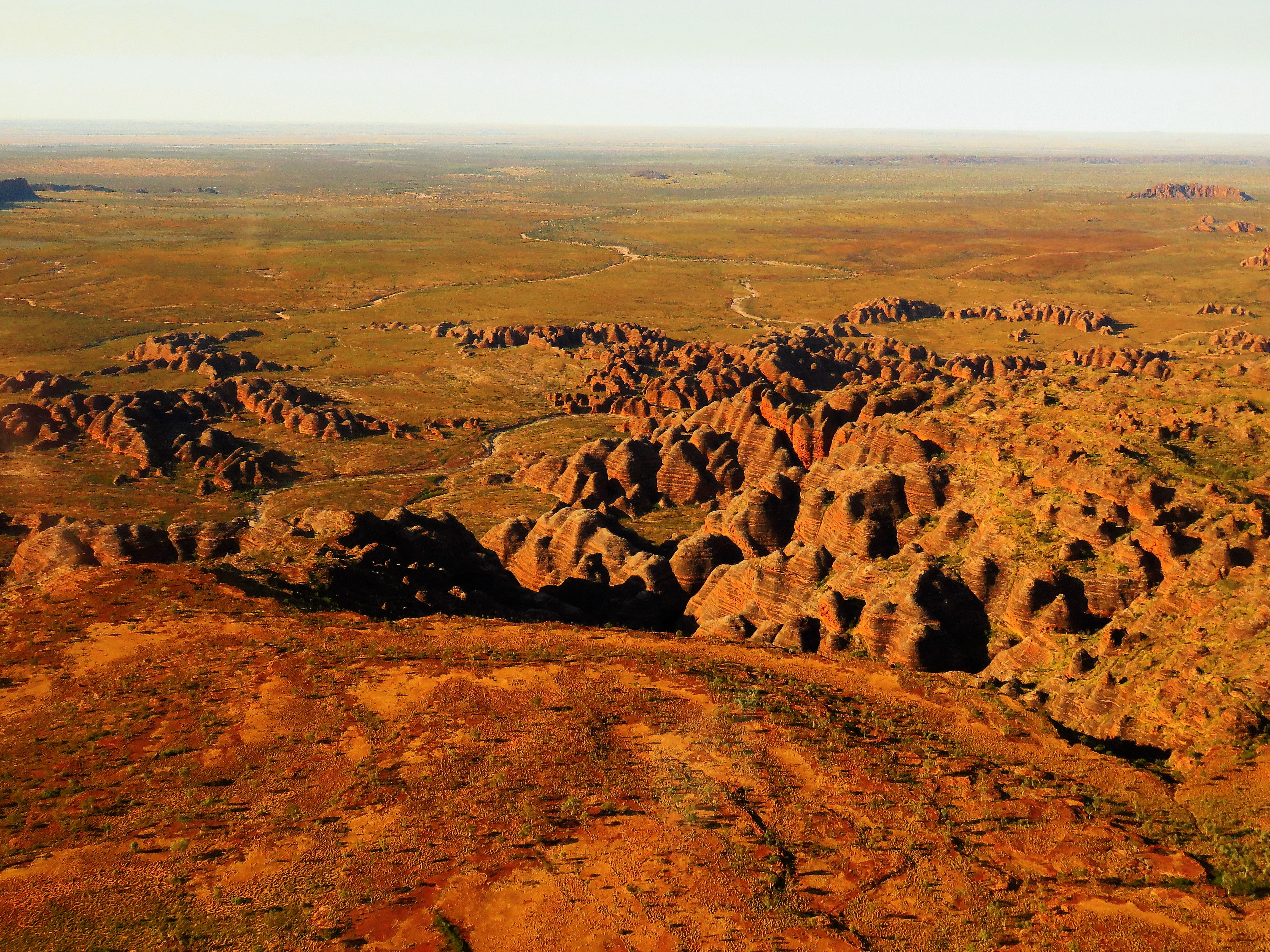
Bungle Bungle Range

In de omgeving van de belangrijkste bezienswaardigheden van het park kan men wandelen:
- 'The Domes'
- 'Echidna Chasm'
- 'Piccaninny Creek Lookout'
- 'Kurrajong Campsite Trail'
- 'Cathedral Gorge'
- 'Mini Palms'
- 'Derdbe-gerring Banan Trail'
- 'Whip Snake Gorge'
- 'Northern Escarpment Walk'
- 'Homestead Gorge'

## Klimaat
Het park kent een tropisch savanneklimaat, Aw volgens de klimaatclassificatie van Köppen. Tijdens het regenseizoen tussen november en maart is het heet en nat. Er valt dan - hoofdzakelijk tijdens donderstormen - gemiddeld 600 mm regen. De gemiddelde temperatuur bedraagt 38,3 °C in oktober en 29,1 °C in juli. De evaporatie bedraagt gemiddeld 2.000 mm per jaar waardoor er tijdens het droge seizoen op niet veel plaatsen water blijft staan.

## Flora en fauna
In de jaren 1980-90 werden verscheidene onderzoeken naar de flora en fauna in het park gedaan.
Flora
Er worden een zeventiental plantengemeenschappen onderscheiden. De dominante vegetatietypes zijn 'open woodland' (boomdensiteit < 10% en tussen 10 en 30 meter hoog) en 'spinifexgrassland' (Triodia < 1 meter hoog). De meestvoorkomende plantengeslachten zijn de Eucalyptus, Acacia en Grevillea. Onder meer de Eucalyptus collina, Eucalyptus aspera, Grevillea miniata en de Grevillea psilantha zijn endemisch in het park. Ook de Trioda bunglensis is endemisch. In totaal werden 653 plantensoorten waargenomen waarvan er 597 inheems en 13 relict zijn. Hoewel zelfs in de kloven amper water te vinden is in het droge seizoen, groeien er hier en daar toch specimen van de onbeschreven Livistona-soort 'Victoria River'.
Fauna
Er werden 298 gewervelde diersoorten waargenomen, 41 zoogdiersoorten, 149 vogelsoorten, 81 reptielensoorten, 12 kikkersoorten en 15 vissoorten. Onder meer de kortoorrotskangoeroe, Dumérils varaan, de Rattus tunneyi, de Myotis adversus, de Proablepharus reginae, de grijze valk, de Australische trap en verscheidene soorten skinken komen in het park voor.

## Fotogalerij

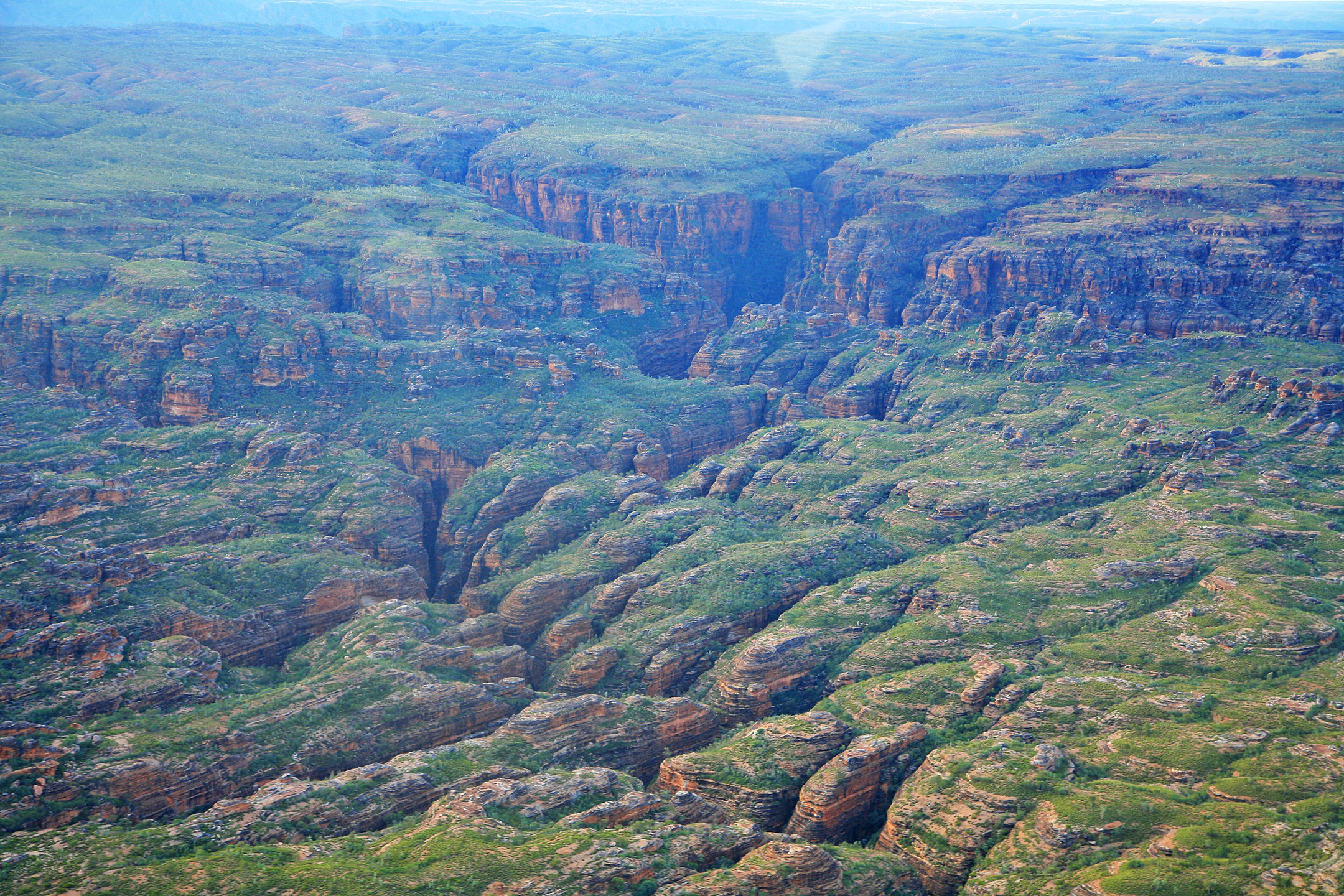
'Bungle Bungle Range'
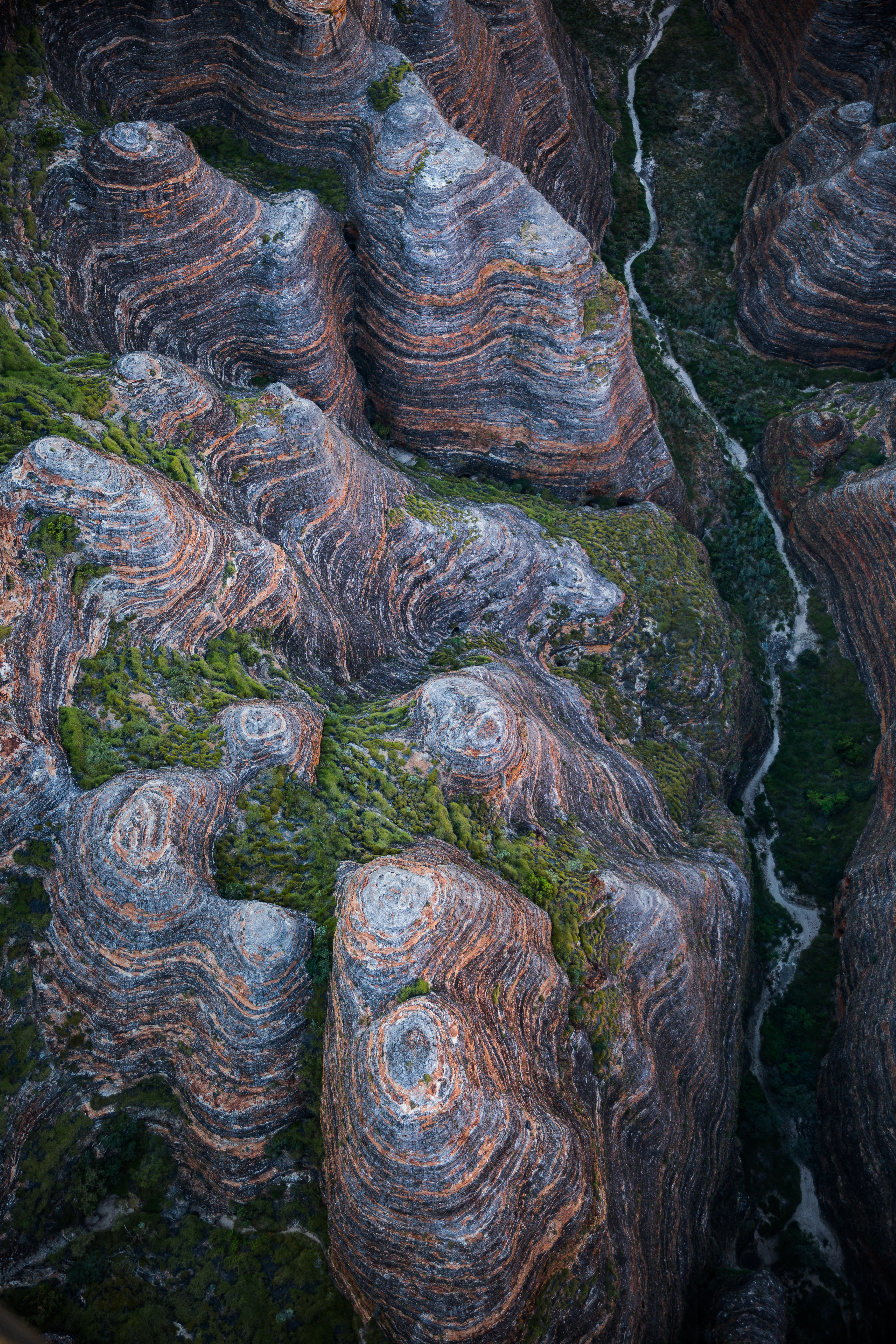
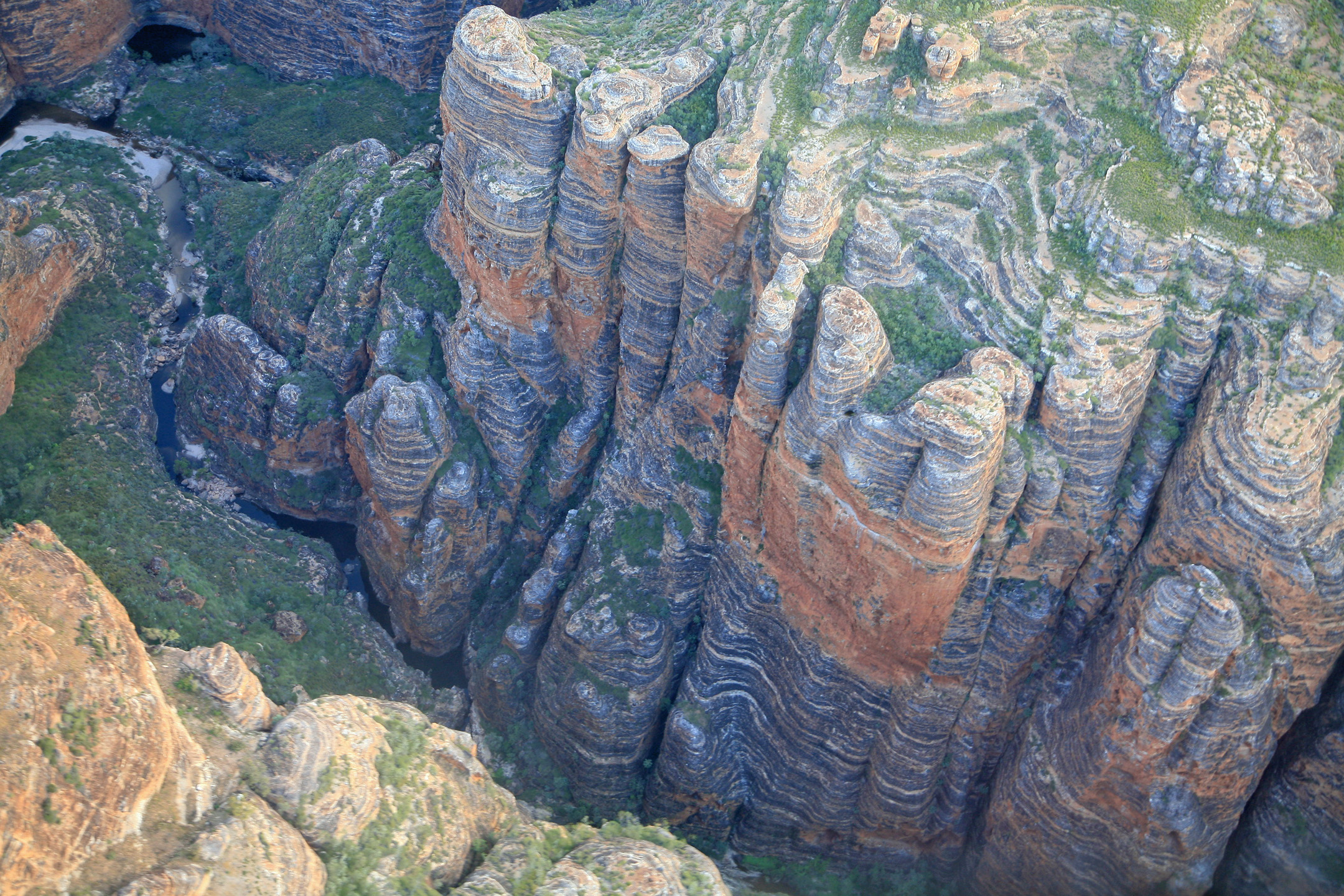
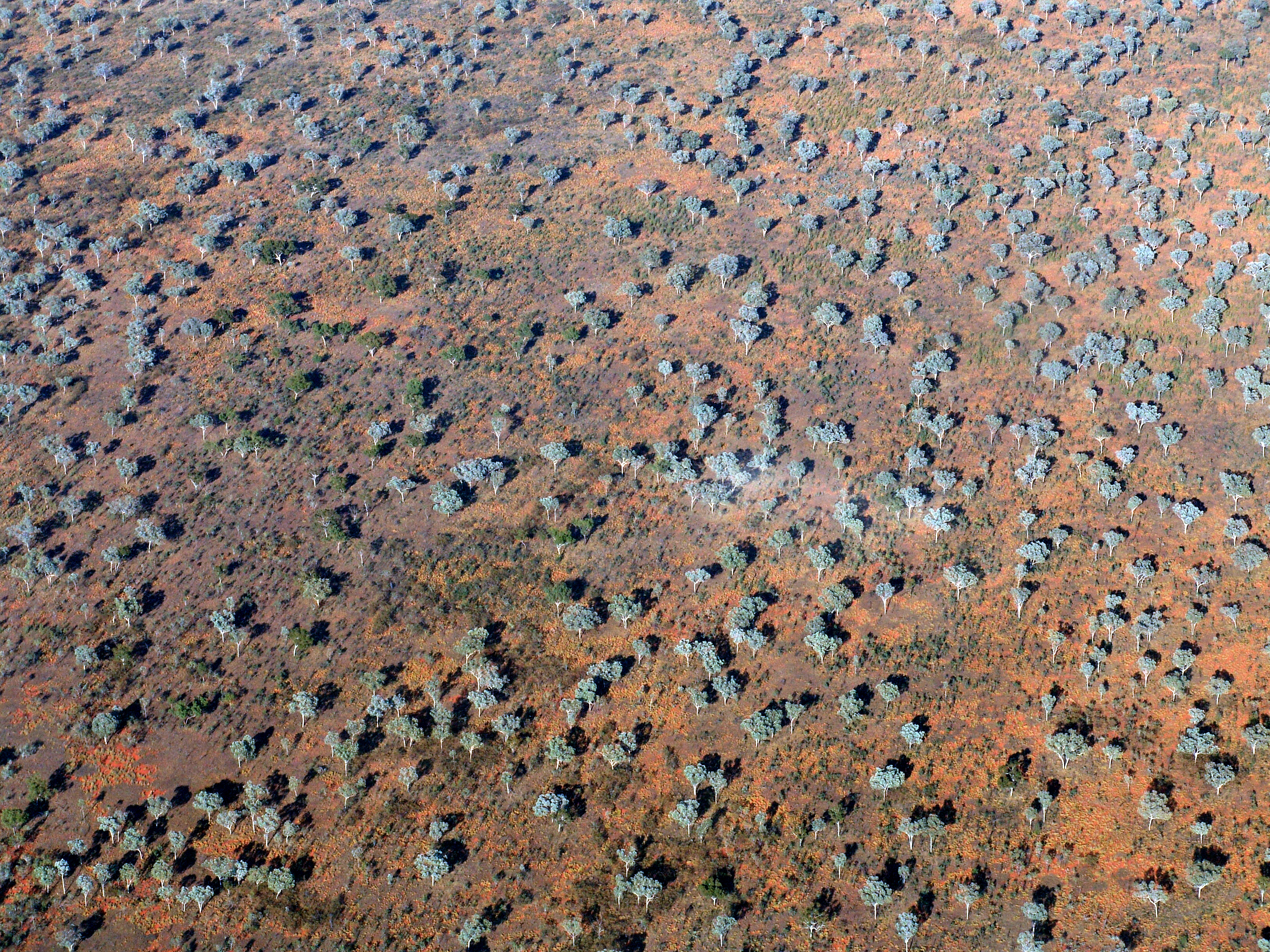
'Open woodland'
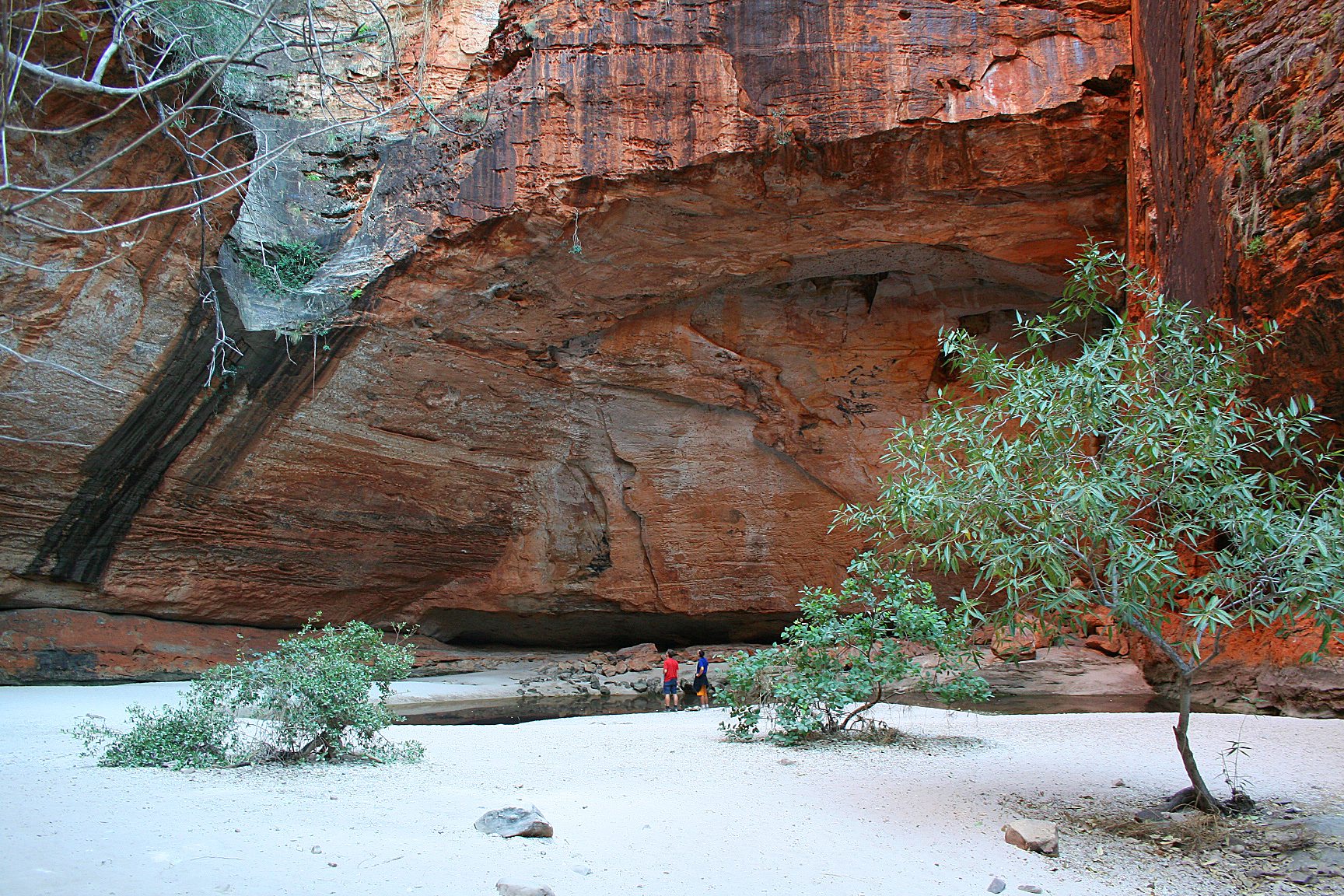
'Cathedral Gorge'
'Cathedral Gorge'
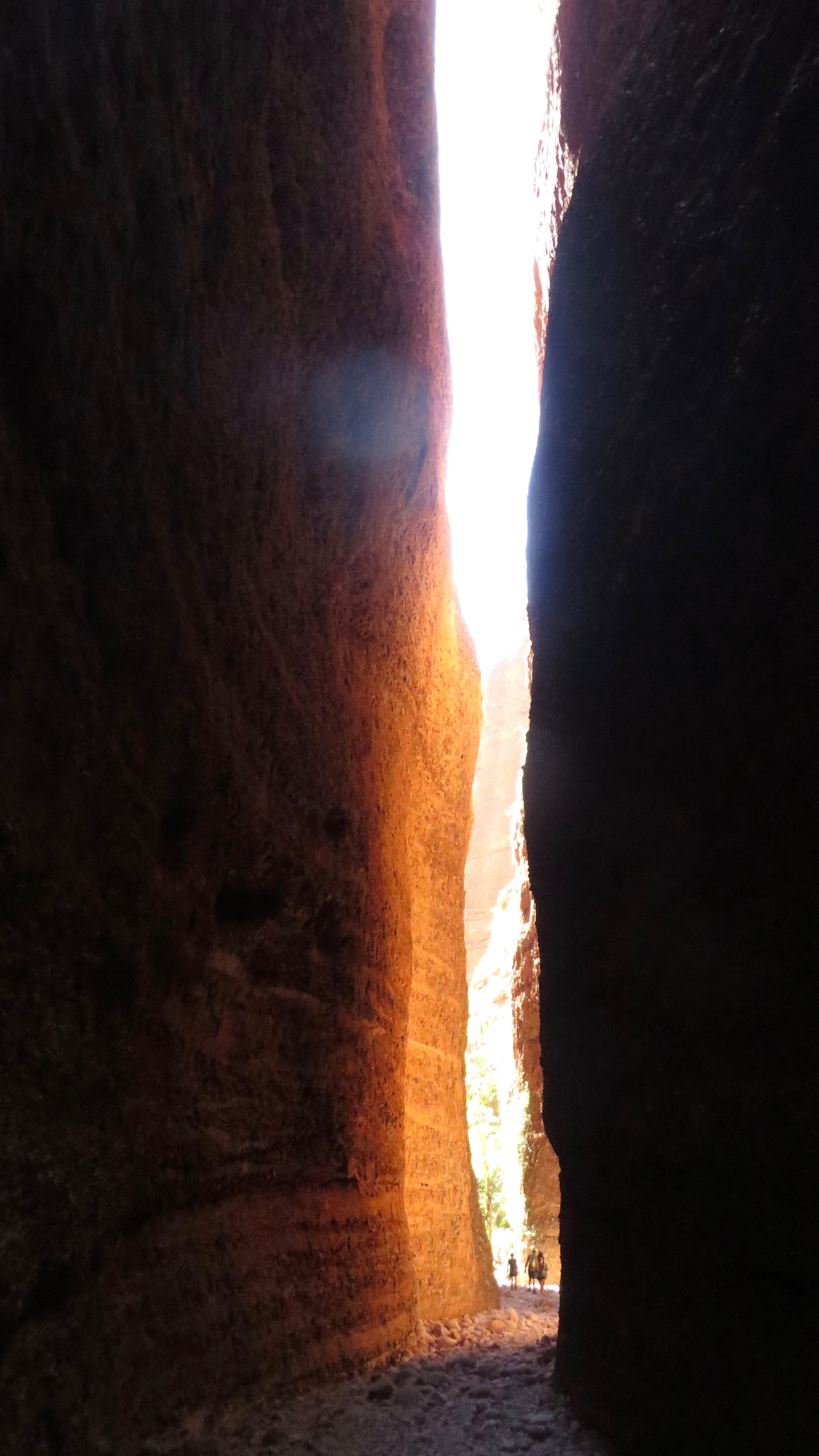
'Echidna Chasm'
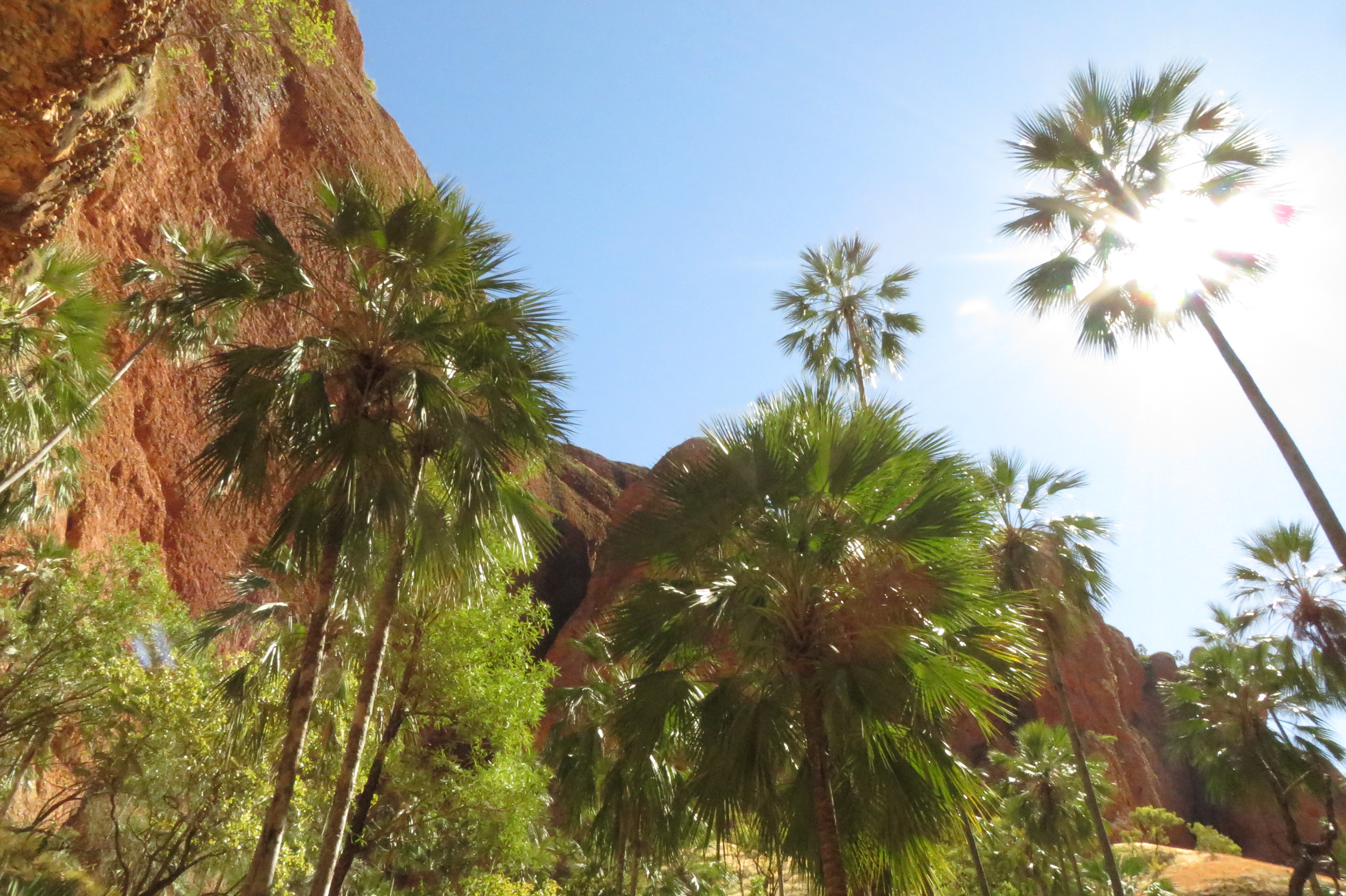
Palmbomen in de 'Echidna Gorge'

.
- Virtual International Authority File: 315527592

Alexander Morrison · 
Avon Valley · 
Badgingarra · 
Bandiln͟gan (Windjana Gorge) · 
Beelu · 
Boorabbin · 
Brockman · 
Cape Arid · 
Cape Le Grand · 
Cape Range · 
Cliff Spackman · 
Collier Range · 
Dan͟ggu · 
D'Entrecasteaux · 
Dimalurru (Tunnel Creek) · 
Drovers Cave · 
Drysdale River · 
Eucla · 
Fitzgerald River · 
Francois Peron · 
Frank Hann · 
Gloucester · 
Goldfields Woodlands · 
Goongarrie · 
Gooseberry Hill · 
Greater Beedelup · 
Greenmount · 
Hassell · 
Hidden Valley · 
John Forrest · 
Kalamunda · 
Kalbarri · 
Karijini · 
Karlamilyi · 
Kennedy Range · 
Lawley River · 
Leeuwin-Naturaliste · 
Lesmurdie Falls · 
Lesueur · 
Millstream-Chichester · 
Mitchell River · 
Moore River · 
Mount Augustus · 
Mount Frankland · 
Mount Roe-Mount Lindesay · 
Nambung · 
Neerabup · 
Peak Charles · 
Porongurup · 
Purnululu · 
Scott · 
Serpentine · 
Shannon · 
Sir James Mitchell · 
Stirling Range · 
Stokes · 
Tathra · 
Torndirrup · 
Tuart Forest · 
Unnamed (Nr. 17519) · 
Unnamed (Nr. 46400) · 
Walpole-Nornalup · 
Walyunga · 
Warren · 
Watheroo · 
Waychinicup · 
Wellington · 
West Cape Howe · 
William Bay · 
Wolfe Creek Meteorite Crater · 
Yalgorup · 
Yanchep
Overzicht Nationale parken in:
 Australië · New South Wales · Noordelijk Territorium · Queensland · Zuid-Australië · Tasmanië · Victoria · West-Australië
Groot Barrièrerif · Nationaal park Kakadu · Willandramerengebied · Tasmaanse wildernis · Lord Howe-archipel · Gondwanaregenwouden van Australië · Nationaal park Uluṟu–Kata Tjuṯa · Tropisch regenwoud van Queensland · Shark Bay · K'gari (Fraser Island) · Riversleigh/Naracoorte · Heard en McDonaldeilanden · Macquarie-eiland · Greater Blue Mountainsgebied · Nationaal park Purnululu · Royal Exhibition Building en Carlton Gardens · Sydney Opera House · Australische dwangarbeiderskolonies · Ningaloo-kust · Budj Bim-cultuurlandschap